# Colt Python
Colt Python (встречается название Combat Magnum) — шестизарядный револьвер калибра .357 Magnum, производившийся Colt’s Manufacturing Company в Хартфорде, штат Коннектикут. Впервые был представлен в 1955 году вместе с Smith & Wesson’s M29 .44 Magnum. Многие коллекционеры огнестрельного оружия, такие как Джефф Купер, Ян В. Хогг, Чак Хоукс, Лерой Томпсон, Рене Смит и Мартин Догерти отмечают, что Python считается лучшим из револьверов этого класса. Револьвер собран на раме типа I, обладает плавным спуском и высокой точностью.

## История
Colt Python был впервые представлен в 1955 году в качестве топовой линии Кольта и первоначально изготовлялся под патрон .38 Special. На нём установлен точный, регулируемый прицел и прочный ударно-спусковой механизм. Револьверы различаются по внешнему виду из-за различной длины ствола, конструкции пенала экстрактора, и оформления вентилируемой прицельной планки. Первоначально Colt Python производился с полым пеналом; позже пенал стали выполнять полным, чтобы он выполнял роль стабилизатора ствола. Когда курок револьвера взведен или при нажатии на спуск, в момент удара курка барабан блокируется. Камора плотно надевается на конус ствола, что уменьшает утечку пороховых газов и способствует увеличению точности стрельбы и скорости вылета пули. Python стал первым серийным револьвером, который пристреливался на заводе с помощью лазерного коллиматора.
В октябре 1999 года Colt’s Manufacturing Company объявила о прекращении производства револьверов Python. Ограниченными партиями Python выпускался на заказ компанией Colt Custom Gun Shop до 2005 года, после чего их производство было окончательно прекращено.
Но в 2020 году производство револьвера Colt Python было возобновлено после его долгого тщательного изучения и доработки. Компания Colt усовершенствовала дизайн нового «Питона» и провела многочисленные испытания, чтобы убедиться, что он отвечает требованиям стрелков и коллекционеров.
Многочисленные улучшения были сделаны для усиления конструкции револьвера, в том числе за счёт использования более прочных сплавов и упрочнения верхней части рамки с новым целиком.
Минимизация количества деталей в УСМ упростила его конструкцию, повысив надёжность и сделав проще техническое обслуживание, а также уменьшила усилие спуска.
Наконец, чтобы сделать новый Python удобным для пользователя, Colt, опираясь на современные тенденции Snake Gun, добавил такие функции, как дульная фаска, сменная мушка и обновлённые накладки пистолетной рукоятки из ореха.
Новый Colt Python .357 Magnum в США стоит $ 1499.

## Варианты исполнения

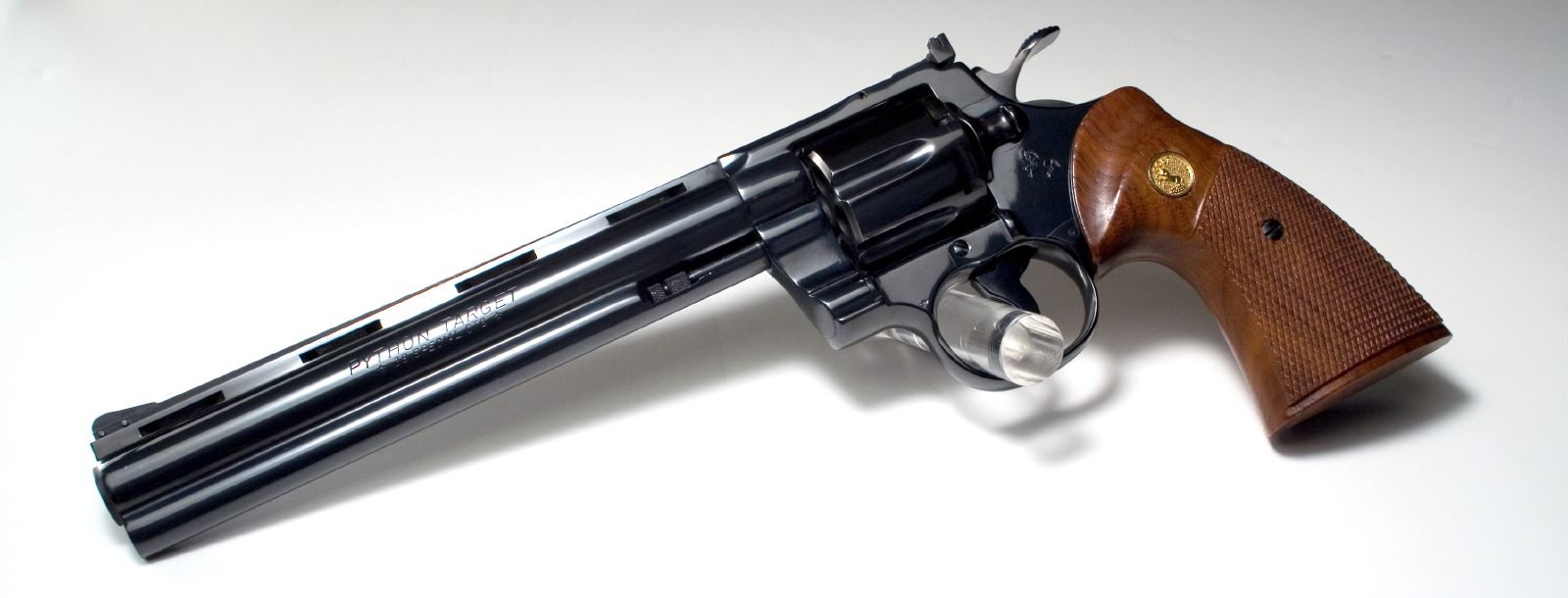
Colt Python Target, с восьмидюймовым стволом .38 Special

Python изначально был доступен в двух вариантах отделки: Роял Блю («королевский синий») и Никельбэк («светло-никелевый»). Производство модели Bright Nickel было прекращено после начала производства револьверов из нержавеющей стали с окончательной отделкой зеркальной полировкой. Револьверы из нержавеющей стали и Royal Blue предлагались до 2003 года в классе «Элит».
Python был доступен с 2,5-дюймовым, 3-дюймовым, 4-дюймовым, 6-дюймовым и 8-дюймовым стволом. Шестидюймовая модель была наиболее популярной; восьмидюймовая предназначалась для охоты. Трехдюймовый вариант наиболее популярен среди коллекционеров.
С 1980 года выпускался Python Hunter с восьмидюймовым стволом и устанавливаемым на заводе 2-кратным оптическим прицелом Leupold. Python Hunter был первым подготовленным для высокоточной стрельбы револьвером, изготовляемым крупным производителем пистолетов. Его производство было прекращено в 1990 году, после чего револьвер некоторое время ограниченно выпускался на заказ. Модель Python Target выпускалась в течение нескольких лет в калибре .38 Special в отделке Royal Blue и Bright Nickel.
По словам историка компании Colt Р. Уилсона, револьверы Colt Python изготовлялись на заказ для Элвиса Пресли и различных монархов. Король Иордании Хусейн заказал револьверы с четырёх- и шестидюймовыми стволами в качестве подарков для своих избранных друзей. На корпусе и стволе был нанесен герб Его Величества. На револьвере для короля Испании Хуана Карлоса I было нанесено золотом его имя. Другими известными заказчиками были Король Халид (Саудовская Аравия), король Хасан II (Марокко), шейх Зияд (Объединённые Арабские Эмираты), президент Анвар Садат (Египет) и президент Хафез Асад (Сирия).

## Использование

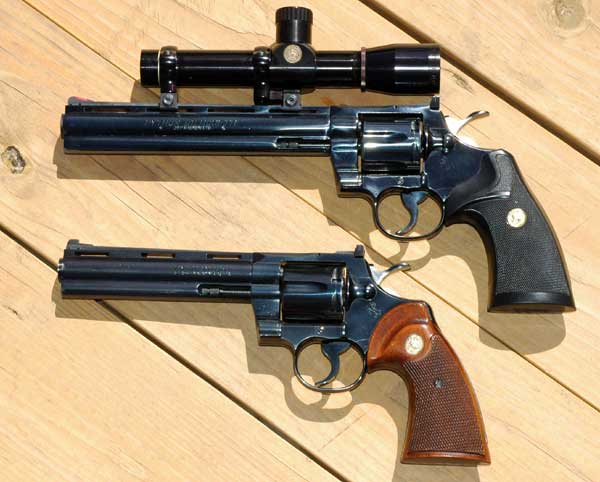
Револьверы Colt Python с восьми- и шестидюймовыми стволами (отделка Royal Blue)

Python сразу стал популярным в правоохранительных органах. Револьверы с шестидюймовым стволом носили офицеры в форме. Python с четырёхдюймовым стволом считался оптимальным для скрытого ношения сотрудниками в штатском. Однако позже он вместе с другими револьверами был вытеснен в связи с переходом правоохранительных органов на полуавтоматические пистолеты, когда стало ясно, что девятимиллиметровые полуавтоматические пистолеты по характеристикам аналогичны .38 Special В настоящее время револьверы Colt Python по-прежнему популярны на рынке и используются элитными подразделениями.

## Критика
Официальный историк Colt Р. Уилсон назвал Colt Python «Роллс-Ройсом среди револьверов». Изучающий огнестрельное оружие историк Ян. В. Хогг назвал его «лучшим револьвером в мире». Тем не менее, револьвер подвергался и критике. Основным недостатком Colt Python является его склонность к сбоям механизма при продолжительной стрельбе. При этом барабан не становится точно напротив ствола и не входит в конус перед выстрелом, из-за чего стрелок может получить ожог от пороховых газов, прорвавшихся между стволом и барабаном, либо револьвер может дать осечку при использовании в режиме двойного действия. В этом случае для повторного приведения револьвера в рабочее состояние требуется некоторое время. Писатель Мартин Догерти также отмечает как недостаток большой вес револьвера.

## Наследие
«Кольт Питон» стал прародителем целого семейства кольтовских револьверов, а также сильно повлиял на дизайн револьверов других оружейных фирм. Colt Anaconda — практически копия Питона в более мощном, 44-м калибре. Colt Stalker обр. 1978, Colt Boa обр. 1985, Colt Grizzly и Colt Kodiak обр. 1994 являются прямыми наследниками Питона. Выпущенные в своё время как «Питон для бедных», сегодня эти револьверы могут стоить даже больше, чем сам Питон.

## В культуре
- Пистолет передал своё имя французскому кинотриллеру «Полицейский кольт „Питон 357“» 1976 года.
- В другом французском фильме, «Профессионал», данный револьвер использует майор Бомон.
- В телесериале «Ходячие мертвецы» главный герой Рик Граймс всегда носит с собой этот пистолет.
- Colt Python присутствует во всех играх серии Half-Life, за исключением Half-Life: Opposing Force (появляется только в многопользовательском режиме) и Half-Life: Alyx.
- Рё Саэба, персонаж манги «Городской Охотник», использует Colt Python, являющийся его повседневным оружием.